# Palotáshalom
Palotáshalom Nógrád megyei település 1981. december 31-én jött létre Héhalom és Palotás települések egyesítésével. 1990. január 1-jével a két település különvált.